# Aslinn Rodas
Aslinn Enei Rodas De León (San Rafael, California, Estados Unidos, 10 de junio de 1992) es un futbolista guatemalteco nacido en Estados Unidos. Juega de mediocampista y su equipo actual es el Xelajú Mario Camposeco de la Liga Nacional.

## Trayectoria
Aslinn Rodas De León quien nació el 7 de octubre de 1992 en San Rafael, California, hijo de inmigrantes guatemaltecos oriundos de San Carlos Sija, Quetzaltenango. Formó parte de los equipos juveniles del Columbus Crew y DC United de la MLS, también probó suerte en el Kansas City. Sin hablar un español fluido, Rodas tomó sus maletas rumbo a Guatemala tras recibir el pasaporte guatemalteco y debutó con Xelajú Mario Camposeco ante Deportivo Petapa, el 31 de enero de 2015, después jugó contra Halcones FC y Antigua GFC mostrando unas muy buenas características, y condiciones para controlar el balón.
Partidos que le bastaron para convencer al técnico Iván Franco Sopegno, quien lo convocó para integrar a la Selección de Guatemala que se fogueará ante Canadá y El Salvador, el 26 y 29 de marzo, respectivamente.

### Selección nacional
Ha participado y a estado recientemente en las últimas convocatorias del técnico Iván Franco Sopegno, en sus respectivos partidos contra Canadá y El Salvador, el 26 y 29 de marzo de 2,015.

### Partidos y goles con la selección nacional
| Fecha      | Lugar                       | Local       | Resultado | Visitante | Competición | Goles |
| ---------- | --------------------------- | ----------- | --------- | --------- | ----------- | ----- |
| 27-03-2015 | Florida, Estados Unidos     | Canadá      | 1-0       | Guatemala | Amistoso    | -     |
| 31-03-2015 | Los Ángeles, Estados Unidos | El Salvador | 0-0       | Guatemala | Amistoso    | -     |
| Total      |                             | Presencias  | 2         |           | Goles       | 0     |

## Clubes
| Club                 | País      | Año               |
| -------------------- | --------- | ----------------- |
| Xelajú M. C.         | Guatemala | 2014 - 2016       |
| Comunicaciones F. C. | Guatemala | 2016 - 2018       |
| Xelajú M. C.         | Guatemala | 2018 - 2019       |
| Sanarate             | Guatemala | 2019 - 2021       |
| Xelajú M. C.         | Guatemala | 2021 - Actualidad |

## Palmarés

### Campeonatos nacionales
| Título             | Club      | País      | Año  |
| ------------------ | --------- | --------- | ---- |
| Torneo de Clausura | Xelaju MC | Guatemala | 2023 |